# 古賀繁一
古賀 繁一（こが しげかず、1982年11月5日 - ）は、大阪府出身の作曲家、編曲家、作詞家、音楽プロデューサー。ソニー・ミュージックパブリッシング所属。音楽スクール「ハートボイススタジオ・ミュージックスクール」（過去に横山由依在籍）校長・音楽レーベルHeart-Voice Records（星村麻衣所属）代表。

## 経歴
中学生の頃よりオリジナル楽曲制作・バンド活動を開始。
高校時代より、サウンドクリエイターとしての制作活動に勤しむ。
高校生当時のバンドで大阪ローカルのテレビ番組、ラジオ番組などに数々出演。
18歳の頃より音楽センスを買われ制作スタジオのマニピュレーターなどで数多くの歌手のレコーディング・CM制作などに携わる。その後フリーランスに転向、22歳で中島美嘉への楽曲提供などで活動するソングライターとなる。歌手への楽曲提供、テレビ・ラジオテーマ曲、CMソング、イベントの音楽プロデュースなど活動は多岐に渡る。現在、星村麻衣のトータルプロデュースを行っている。
2005年夏より、所属音楽出版社・ソニー・ミュージックパブリッシングに移籍。
2013年小脳腫瘍が見つかり開頭手術後、音楽活動復帰。2015年再度、開頭手術。2018年小脳出血発症。言語障害・自足歩行困難な状況からリハビリ・独自の発音の解析からトレーニングに励み、音楽活動復帰。
2019年1月27日、NATUREがZepp Nambaにて初の日本ステージデビューを果たした在日コリアンの音楽イベント「コリハモ」で日本人オーガナイザーを務めた。
2020年より角田信朗のYouTubeチャンネル他、カジサックを始め吉本興業所属芸人らとのコラボ企画に多数携わる。デジタルマーケティング・企画制作・演出・動画撮影を行い編集プロダクションも発足。芸能界の人脈を駆使して活動の幅を音楽以外にも拡げている。

## 代表的な提供作品
- NANA starring MIKA NAKASHIMA
  - 『BLOOD』（作曲）
    - Kanebo KATE TV-CMソング
- 角田信朗
  - 『一歩』（作曲編曲）
- 星村麻衣
  - 『いちばん星』（編曲・プロデュース）
  - 『Candy』（編曲・プロデュース）
    - TX系全国ネット『くだまき八兵衛』エンディングテーマ

  - 『今日が笑顔であるように』（編曲／プロデュース）
    - BS-TBS全国ネット『宮崎哲弥 こころのすがた』エンディングテーマ

  - 『Christmas to you』（編曲／プロデュース）
    - べっぷHANABIファンタジアテーマソング

  - 『DokiDoki』（編曲／プロデュース）
    - 日本海テレビ『1ch Music』2011.6月番組テーマソング

  - 『You』（編曲／プロデュース）
    - 『園田競馬場』TV-CMソング

  - 『Good Today』（編曲／プロデュース）
    - 羽柴観光株式会社 R-CMソング
- Mebius (バンド)
  - 『#33』（編曲）
    - 広島東洋カープ菊池涼介登場曲

  - 『雨の日、晴れ』（編曲）
    - 中国放送「イマなま3チャンネル」エンディングソング
- Iris
  - 『I Love me』（ギター）
  - 『tell me』（ギター）
- 山木康世
  - 『黄昏のビール』（4,8,11曲目を除く10曲のミキシング）
- kaz
  - Love is all（作曲・編曲）
  - rhythm（編曲）
  - 恋文（編曲）
    - 福岡放送「福岡夢実現バラエティー 頑張るキミに花束を!」エンディングソング

## その他
- MBS
  - DUNLOP フェニックス・ツアー・トーナメント2003挿入曲（作曲・編曲）
  - 阪神タイガース優勝特番2003テーマ曲（編曲）
  - MBSタイガースライブ　テーマソング2012・2013（作曲・編曲）
- 高崎山自然動物園公式キャラクター「たかもん」テーマ曲（作曲・編曲）
- 須磨海水浴場クリーンキャンペーン2011テーマ曲（作曲・編曲）歌：広海・深海
- しまじろうヘソカ（2010年4・5月歌コーナー）「ヘソカ〜サン!」（編曲）※作曲：松尾清憲
- べっぷHANABIファンタジア
  - テーマソング『LOVE&PEACE』（作詞・作曲・編曲）
  - イメージソング『WISH』（作詞・作曲・編曲）
- BS11「バブリシャスロード アニキと俺物語」2015年10月7日～（劇伴作曲・編曲）
- J:COMチャンネル「角田信朗のおっさんぽ」テーマソング（作曲・編曲）2017年〜
- コリハモ2019テーマソング「Become one」（作曲・編曲）[1]
- ニコニコダッシュ（作詞・作曲・編曲）（歌：ジェットスガワラ・2022年1月12日[2]）
  - MBS「かまいたちの知らんけど」2022年2月エンディングテーマ

## メディア出演
テレビ
- MBS
  - パテナの神様!　2013年2月6日※コメンテーターとして出演
  - MUSIC EDGE　2013年4月8日※コメンテーターとして出演

ラジオ
- MBSラジオ
  - あどりぶラヂオ　2020年3月3日
- KISS-FM KOBE
  - 星村麻衣　Kiss Mai STAR VILLAGE ※準レギュラー
- KBS京都「女と男と木村のシャバダバ元気」（2018年〜2020年）
- ABCラジオ
- 角田信朗の漢気Podcast（2023.12.19〜）※アシスタントMC

動画共有サービス
- YouTube
  - 角田信朗のなんやかんや